# اغراق

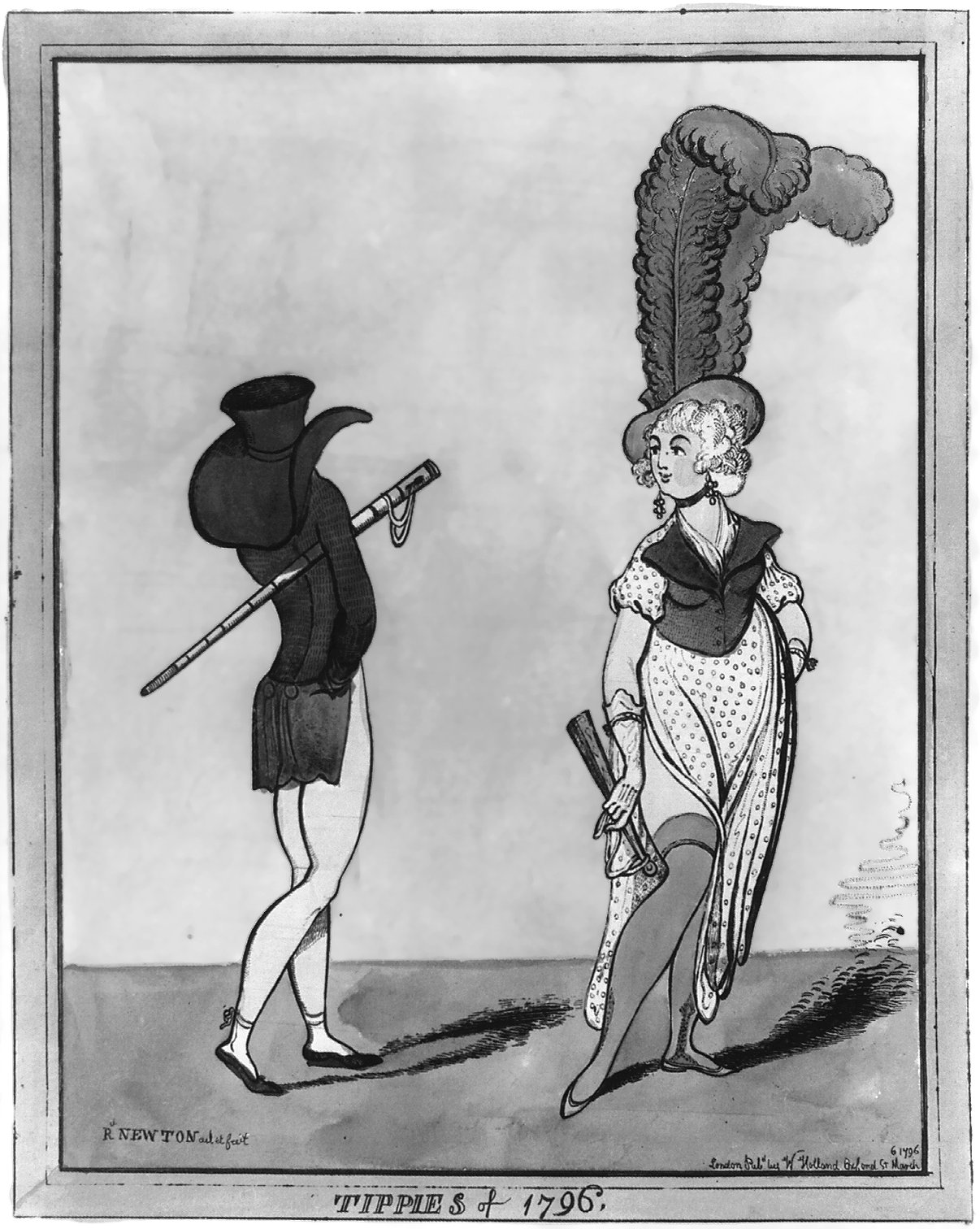
کاریکاتور مد سال ۱۷۹۶ توسط ریچارد نیوتن که با استفاده از اغراق، لباس سر یک زن را تقلید می‌کند.

اغراق (به انگلیسی: Exaggeration) عبارت است از نمایش چیزی به صورت افراطی یا دراماتیک‌تر از آنچه هست، عمداً یا ناخواسته. این کار می‌تواند یک ابزار بلاغی یا شکل گفتاری باشد که برای برانگیختن احساسات قوی یا ایجاد یک تصور قوی استفاده می‌شود.
تقویت دستاوردها، موانع و مشکلات برای جلب توجه یک اتفاق روزمره است افزایش دشواری دستیابی به هدف پس از رسیدن به آن، می‌تواند برای تقویت عزت نفس استفاده شود.
در هنر از اغراق برای ایجاد تأکید یا اثر استفاده می‌شود. به عنوان یک ابزار ادبی، اغراق اغلب در شعر استفاده می‌شود، و اغلب در گفتار معمولی با آن مواجه می‌شود. بسیاری از موارد استفاده از مبالغه (Hyperbole) چیزی را بهتر یا بدتر از آنچه هست توصیف می‌کند. نمونه‌ای از هذل‌انگاری این است: «کیسه یک تن وزن داشت.» مبالغه به این نکته اشاره می‌کند که کیسه بسیار سنگین بود، اگرچه احتمالاً یک تن وزن ندارد.
اغراق همچنین نوعی فریب است، و همچنین وسیله‌ای برای بدگویی – بزرگنمایی آسیب‌ها یا ناراحتی‌های کوچک به عنوان بهانه‌ای برای پرهیز از پاسخگویی‌ها است.